# Assistente sociale (serie televisiva)
Assistente sociale (East Side/West Side) è una serie televisiva statunitense in 26 episodi trasmessi per la prima volta nel corso di una sola stagione dal 1963 al 1964.

## Trama
È una serie del genere drammatico incentrata sulle vicende di Neil Brock, un assistente sociale di New York che lavora per il servizio privato Community Welfare Service, con la sua segretaria, Jane Foster. La serie è ricordata per i molti temi - per l'epoca controversi - che affronta nel corso dei suoi episodi, molti dei quali terminano spesso in maniera drammatica. Ad esempio nei primi due episodi Brock investiga su una prostituta con un bambino (The Sinner) e su una minore coinvolta in uno stupro (Age of Consent). Nonostante qualche cambiamento nel format nel corso della prima stagione (Brock diventa assistente di una personalità del Congresso), la serie fu cancellata alla fine della prima stagione a causa di problematiche legate agli sponsor, che faticavano a legarsi ad una serie che affrontava tematiche del genere, e alla distribuzione ad emittenti locali.

## Personaggi e interpreti
- Neil Brock (26 episodi, 1963-1964), interpretato da George C. Scott.
- Frieda Hechlinger (26 episodi, 1963-1964), interpretata da Elizabeth Wilson.
- Jane Foster (26 episodi, 1963-1964), interpretata da Cicely Tyson.
- Tenente (3 episodi, 1963-1964), interpretato da Val Avery.
- Angela (2 episodi, 1963-1964), interpretata da Candace Culkin.
- Giudice (2 episodi, 1963-1964), interpretato da Joseph Sullivan.
- Tom Morgan (2 episodi, 1963), interpretato da Richard Dysart.
- Madre (2 episodi, 1963), interpretata da Sylvia Gassel.
- Joanna (2 episodi, 1964), interpretata da Barbara Feldon.

## Produzione
La serie, ideata da Robert Alan Aurthur, fu prodotta da Columbia Broadcasting System, Talent Associates e United Artists Television e girata nei Biograph Studios a New York. Le musiche furono composte da Kenyon Hopkins e Robert Prince.

### Registi
Tra i registi sono accreditati:
- Daniel Petrie in 2 episodi (1963-1964)
- Jack Smight in 2 episodi (1963)
- Alex March in 2 episodi (1964)
- Ron Winston

### Sceneggiatori
Tra gli sceneggiatori sono accreditati:
- Edward Adler in 3 episodi (1963-1964)
- Edward DeBlasio in 3 episodi (1963-1964)
- Allan Sloane in 3 episodi (1963-1964)
- Robert Van Scoyk in 3 episodi (1963-1964)
- Millard Lampell in 2 episodi (1963-1964)
- Arnold Perl in 2 episodi (1963)
- Irve Tunick in un episodio (1963)
- M.L. Paterson

## Distribuzione
La serie fu trasmessa negli Stati Uniti dal 23 settembre 1963 al 27 aprile 1964 sulla rete televisiva CBS. In Italia è stata trasmessa con il titolo Assistente sociale.
Alcune delle uscite internazionali sono state:
- negli Stati Uniti il 23 settembre 1963 (East Side/West Side)
- in Venezuela (El este y el Oeste)
- in Finlandia (Valoa ja varjoa)
- in Italia (Assistente sociale)

## Episodi
| Stagione       | Episodi | Prima TV USA |
| -------------- | ------- | ------------ |
| Prima stagione | 26      | 1963-1964    |